# Terik (langue)
Pour les articles homonymes, voir Terik.
Le terik (ou nyang’ori) est une langue nilo-saharienne de la branche des langues nilotiques parlée dans l'ouest du Kenya, dans le district d'Uasinn Gishu. Certains Terik vivent dans le district de Nandi.

## Les Terik
Les Terik s'auto-désignent par le nom de tɛ́ːrɪ́k ou tɛrɪkɛ́ːk, au singulier, terkíkiːn ou teríkíːntét. La langue est appelée tɛ́ːrɪk.

## Classification
Le terik est une des langues parlées par les Kalenjins, et fait partie du sous-groupe elgon où l'on trouve également les parlers désignés par le nom de sabaot, le pok, le bong’om et le kony. Rottland estime que la terminologie de « Sabaot » est une création récente. Les Terik ne se considèrent pas comme des Sabaot.
Ces langues et dialectes forment, avec le datooga (en) et l'omotik (en), le sous-groupe des langues nilotiques méridionales, rattaché aux langues soudaniques orientales.

## Phonologie
Les tableaux présentent les voyelles et les consonnes du terik. La phonologie du terik subit une forte influence du nandi.

### Voyelles
|         | Antérieure  | Centrale    | Postérieure |
| ------- | ----------- | ----------- | ----------- |
| Fermée  | i [i] ɪ [ɪ] |             | ʊ [ʊ] u [u] |
| Moyenne | e [e] [ɛ]   |             | ɔ [ɔ] o [o] |
| Ouverte |             | a [a] ɑ [ɑ] |             |

À cet inventaire s'ajoutent les dix voyelles longues. 

### Deux types de voyelles
Le terik, comme les autres langues kalenjin, différencie les voyelles selon leur lieu d'articulation. Elles sont soit prononcées avec l'avancement de la racine de la langue, soit avec la rétraction de la racine de la langue.
Les voyelles avec avancement de la racine de la langue sont [i], [e], [o], [a], [u], ainsi que les longues correspondantes. 
Les voyelles avec rétraction de la racine de la langue sont [ɪ], [ɛ], [ɔ],  [ɑ], [ʊ], avec les voyelles longues.

### Consonnes
|               |               | Bilabiale | Alvéolaire | Palatale | Vélaire |
| ------------- | ------------- | --------- | ---------- | -------- | ------- |
| Occlusives    | Occlusives    | p [p]     | t [t]      |          | k [k]   |
| Fricative     | Fricative     |           | s [s]      |          |         |
| Affriquées    | Affriquées    |           |            | c [t͡ʃ]   |         |
| Nasale        | Nasale        | m [m]     | n [n]      | ɲ [ɲ]    | ŋ [ŋ]   |
| liquide       | liquide       |           | l [l]      |          |         |
| Roulée        | Roulée        |           | r [r]      |          |         |
| Semi-voyelles | Semi-voyelles | w [w]     |            | y [j]    |         |

### Une langue tonale
Le terik est une langue tonale.

## Sources
- (de) Franz Rottland, Die südnilotischen Sprachen : Beschreibung, Vergleichung und Rekonstruktion, Berlin, Dietrich Reimer Verlag, coll. « Kölner Beiträge zur Afrikanistik » (no 7), 1982 (ISBN 3-496-00162-3)